# Eristalinus buruensis
Eristalinus buruensis är en tvåvingeart som först beskrevs av Meijere 1929.  Eristalinus buruensis ingår i släktet slamflugor, och familjen blomflugor. Inga underarter finns listade i Catalogue of Life.